# Халадж-Махале (Астара)
Халадж-Махале (перс. خلج محله) — село в Ірані, у дегестані Челеванд, у бахші Лавандевіл, шагрестані Астара остану Ґілян. За даними перепису 2006 року, його населення становило 977 осіб, що проживали у складі 238 сімей.

## Клімат
Середня річна температура становить 13,86°C, середня максимальна – 26,49°C, а середня мінімальна – -0,17°C. Середня річна кількість опадів – 887 мм.
| Клімат поселення                              | Клімат поселення | Клімат поселення | Клімат поселення | Клімат поселення | Клімат поселення | Клімат поселення | Клімат поселення | Клімат поселення | Клімат поселення | Клімат поселення | Клімат поселення | Клімат поселення | Клімат поселення |
| Показник                                      | Січ.             | Лют.             | Бер.             | Квіт.            | Трав.            | Черв.            | Лип.             | Серп.            | Вер.             | Жовт.            | Лист.            | Груд.            |                  |
| Середній максимум, °C                         | 9,02             | 9,72             | 11,31            | 15,78            | 20,30            | 24,68            | 26,45            | 26,49            | 23,68            | 19,78            | 14,91            | 10,17            |                  |
| Середня температура, °C                       | 4,40             | 5,12             | 6,74             | 11,21            | 15,72            | 20,08            | 23,38            | 23,39            | 20,62            | 16,72            | 11,83            | 7,08             |                  |
| Середній мінімум, °C                          | −0,17            | 0,53             | 2,13             | 6,60             | 11,12            | 15,50            | 20,32            | 20,35            | 17,56            | 13,67            | 8,78             | 4,04             |                  |
| Норма опадів, мм                              | 76               | 75               | 75               | 51               | 42               | 26               | 13               | 41               | 110              | 162              | 121              | 95               |                  |
| Середньомісячна швидкість вітру, м/с          | 2.40             | 2.60             | 2.50             | 2.50             | 2.44             | 2.70             | 2.76             | 2.49             | 2.30             | 2.10             | 2.02             | 2.20             |                  |
| Середньомісячна сонячна радіація, кДж/м²·день | 6755             | 9102             | 11207            | 15822            | 20124            | 23063            | 23674            | 20182            | 16220            | 11020            | 8210             | 6289             |                  |
| --------------------------------------------- | ---------------- | ---------------- | ---------------- | ---------------- | ---------------- | ---------------- | ---------------- | ---------------- | ---------------- | ---------------- | ---------------- | ---------------- | ---------------- |
| Джерело:                                      |                  |                  |                  |                  |                  |                  |                  |                  |                  |                  |                  |                  |                  |